# 美原東インターチェンジ
美原東インターチェンジ（みはらひがしインターチェンジ）は、大阪府堺市美原区多治井にある、南阪奈道路のインターチェンジ。阪和道方面のみのハーフインターチェンジである。料金の収受はたじはや本線料金所で行うためこのICには料金所が無い。

## 道路
- E91 南阪奈道路（2番）

## 歴史
- 2004年（平成16年）3月28日 : 南阪奈有料道路開通に伴い供用開始。
- 2018年（平成30年）4月1日 : 美原JCT - 羽曳野IC間が大阪府道路公社から西日本高速道路に移管され、南阪奈道路に改称。

## 接続する道路
- 大阪府道32号美原太子線

## 周辺
- 道の駅しらとりの郷・羽曳野

## 隣
E91 南阪奈道路
(1) 美原IC - たじはや本線TB - (2) 美原東IC - (3) 羽曳野IC